# 868 Lova
868 Lova, asteroid glavnog pojasa. Otkrio ga je Max Wolf, 26. travnja 1917.

## Vanjske poveznice
- Minor Planet Center